# ハビエル・エチェバリーア・ロドリゲス
ハビエル・エチェバリーア・ロドリゲス（Javier Echevarría Rodríguez / 1932年6月14日、マドリード - 2016年12月12日、ローマ）はスペイン出身のカトリック教会の司教で、オプス・デイ属人区長（第二代）であった。尊称「パドレ」。

## 生涯
ハビエル・エチェバリア司教は8人兄弟の末子として1932年6月14日にスペイン首都マドリードで生まれた。サン・セバンティアン市のマリア会の学校とマドリードのマリスト会の学校を通った。1948年に学生寮でオプス・デイの若者と知り合った。同年9月8日に日常生活の中に聖性を求める神の召し出しを感じ、オプス・デイに加わった。
法学および教会法の博士号を取得したが、大学はマドリードで始めてローマで続けた。（1953年に教皇庁立聖トマス大学で教会法博士号、1955年に教皇庁立聖トマス大学で法学博士号を取得）。
1955年8月7日、司祭に叙階された。聖ホセマリア・エスクリバーの忠実な協力者として、1953年から聖ホセマリアの死去する1975年まで秘書を務めた。1975年、アルバロ・デル・ポルティーリョ師が聖ホセマリアの後継者に選出されてから、事務局長に任命され、1982年にオプス・デイが属人区として設立されたことにより、属人区長総代理となった。
1994年4月20日、オプス・デイの属人区長として選出され、さらに聖ヨハネ・パウロ２世教皇により認証を受けたエチェバリーア師は、1995年1月6日に聖ペトロ大聖堂において同教皇より司教に叙階された。
最初から、家族、若者、文化の分野の福音宣教を優先した。また、ロシア、カザフスタン、南アフリカ、インドネシア、韓国、スリランカなど16ヶ国もの国においてのオプス・デイの活動の始まりを推進した。オプス・デイのメンバーと協力者の使徒職を促すように全世界を回った。移民、病人、見捨てられた人のための取り組みを励んだ。末期患者のための緩和ケア―の何ヶ所の施設に特別な注意を払っていた。
カテケーシスの旅や司牧活動には、よく取り上げた課題は、十字架上のイエス・キリストへの愛、兄弟愛、他人を使える事、恵みと神のことばの重要さ、家族生活、教皇との一致などであった。
聖座の列聖省審議委員と最高裁判所に属した。2001年、2005年、2012年のシノドス（世界司教通常総会）、アメリカ・シノドス（1997年）とヨーロッパ・シノドス（1999年）に参加した。2016年12月12日、ローマで呼吸不全により死去した。

## 来歴
- 1932年6月14日 - スペインのマドリードに生まれる。
- 1953年 - ホセマリア・エスクリバーの秘書となる。（21歳）
  - 1975年にホセマリア・エスクリバーが帰天するまでの22年間秘書を務める。
- 1954年 - 教会法の博士号を取得。（22歳）
- 1955年8月7日 - 司祭に叙階される。（23歳）
- 1966年 - オプス・デイの本部委員を務める。（34歳）
- 1975年 - オプス・デイの事務局長に任命される。（43歳）
- 1982年 - 属人区の創設により、属人区長総代理となる。（50歳）
- 1994年4月20日 - アルバロ・デル・ポルティーリョの帰天により、オプス・デイの第2代属人区長に選出される。（61歳）
- 1995年1月6日 - 聖ペトロ大聖堂で教皇ヨハネ・パウロ2世により司教に叙階される。（62歳）
- 1997年 - アメリカ・シノドス（世界代表司教会議）に出席。（64歳）
- 1999年 - ヨーロッパ・シノドスに出席。（66歳）
- 2001年 - シノドス・通常総会に参加。（68歳）
- 2005年 - シノドス・通常総会に参加（2回目）。（72歳）
- 2009年4月- 来日。長崎市にある、オプス・デイの精神で設立された精道学園[2]を訪問。（76歳）
  - 新設された精道三川台高等学校の開校を祝福することが目的であった。
- 2016年12月12日 - 帰天。（84歳）

## 役職
- 列聖省審議委員
- 使徒座署名最高裁判所委員
- 聖職者省顧問
- ナバーラ大学総長（スペイン）
- アジア太平洋大学総長（フィリピン）
- 私立ピウラ大学総長（ペルー）

## 著書
- Memoria del beato Josemaría（福者ホセマリアの思い出）
- Itinerarios de vida cristiana（キリスト者の信仰の歩み）
- Para servir a la Iglesia（教会に仕えるために）
- Getsemaní（ゲッセマネ）
- Eucaristía y vida cristiana（ご聖体と信仰生活）

## 関連事項
- オプス・デイ
- 聖ホセマリア・エスクリバー
- 福者アルバロ・デル・ポルティーリョ司教
- 平和の聖マリア教会：エチェバリア司教の墓は当教会の地下墓地にある